# Шарора
Шарора (на таджикски: Шарора; на персийски: شراره) е град в западен Таджикистан, в Централен вилает, в Гисарски район. Населението на града през 2010 година е 13 198 души.
В града намира се селскостопанско училище.